# The Man in the Moonlight
The Man in the Moonlight er en amerikansk stumfilm fra 1919 af Paul Powell.

## Medvirkende
- Monroe Salisbury som Rossingnol
- Colleen Moore som Rosine Delorme
- William Stowell som O'Farrell
- Alfred Allen som Hendricks
- Harry DeRoy som Ferguson